# Lichenaula
Lichenaula is een geslacht van vlinders van de familie sikkelmotten (Oecophoridae), uit de onderfamilie Xyloryctinae.

## Soorten
- L. aethalodes (Turner, 1902)
- L. allocrossa Turner, 1902
- L. anthracopsara (Diakonoff, 1954)
- L. appropinquans Lucas, 1901
- L. aristaepennis (Diakonoff, 1954)
- L. circumsignata Lucas, 1900
- L. cryptoleuca (Diakonoff, 1954)
- L. peridela (Common, 1964)
- L. scotarcha (Meyrick, 1890)